# Михаил Шекерджиев
 Михаил Колев Шекерджиев  е български поет, автор на музиката на химна на Българската армия „Велик е нашият войник“.

## Биография
Михаил Шекерджиев завършва Софийската духовна семинария с отличие през 1911 г. Изучава цигулка при Петко Наумов и композиране при Добри Христов. Става учител по музика в Дома за слепи деца в София, където минава целият му живот.
По време на Балканските войни 1912 – 1913 г. и Първата световна война 1915 – 1918 г. воюва в състава на 23-ти пехотен Шипченски полк. Участва в щурма и превземането на форта Айваз – Баба при атаката на Одрин на 13 март, достига до Чаталджа по време на Балканската война. През Междусъюзническата война воюва на склоновете на Султан тепе през юни 1913 г.
По време на Първата световна война се бие срещу сърбите при Маврово, Шар, Галичица и Мокра, Струга и Черни Дрин през 1916 и 1917 г. През септември 1916 година на позициите по склоновете на Галичица при Охридското езеро подпоручик Константин Георгиев пише безсмъртните стихове на българска войнишка песен „Велик е нашият войник“, а като преподавател по музика Михаил Шекерджиев създава нейната мелодия. В 1919 година в София се жени за просветната деятелка Люба Бистрова от Охрид.
Умира в София през 1958 година
На 10 юни 2009 година в Казанлък, в присъствието на министъра на отбраната Николай Цонев, бригаден генерал Кольо Милев – командир на 61-ва стрямска механизирана бригада, митрополит Галактион Старозагорски тържествено е открита паметна плоча, посветена на подпоручик Константин Георгиев – автор на марша „Велик е нашият войник“, и на композитора на мелодията Михаил Шекерджиев. На церемонията присъства и Михаил Шекерджиев – внук на Михаил Шекерджиев.